# Alameda (metropolitana di Lisbona)
La stazione di Alameda è una stazione della metropolitana di Lisbona, situata all'incrocio tra la linea Rossa e Verde.

## Storia
La stazione è stata inaugurata nel 1972 come stazione della linea Blu, ma dal 1998 la stazione è servita dalla linea verde.
Sempre nel 1998 è stata aperta la fermata della linea 
Rossa.

## Interscambi
Nelle vicinanze della stazione effettuano fermata alcune linee automobilistiche urbane, gestite da Carris.
- Fermata autobus